# 7812 Billward
A 7812 Billward (ideiglenes jelöléssel 1984 UT) a Naprendszer kisbolygóövében található aszteroida. Edward L. G. Bowell fedezte fel 1984. október 26-án.